# Kalach Island
Kalach Island (russisch Остров Калач Ostrow Kalatsch, deutsch ‚Kolatschinsel‘) ist eine Insel vor der Knox-Küste des ostantarktischen Wilkeslands. Sie liegt im Gebiet der Bunger-Oase.
Sowjetische Wissenschaftler kartierten sie 1956 und benannten sie deskriptiv nach ihrer Ähnlichkeit mit einem Kolatsch, einem Kuchen. Das Antarctic Names Committee of Australia übertrug die Benennung ins Englische.